# یوزف باراتولومئی زیمورویچ
یوزف باراتولومئی زیمورویچ (ارمنی: Յուզեֆ Բարտոլոմեյ Զիմորովիչ؛ لهستانی: Józef Bartłomiej Zimorowic؛ ۲۰ اوت ۱۵۹۷ – ۱۴ اکتبر ۱۶۷۷) تاریخ‌نگار و شاعر عصر باروک ارمنی‌تبار اهل لهستان که بیشتر به‌خاطر اشعار شبانیاش «Sielanki nowe ruskie» مشهور است که نخستین بار در سال ۱۶۶۳ در کراکوف به چاپ رسید.

## زندگی‌نامه
وی در ۲۰ اوت ۱۵۹۷ در لویو به دنیا آمد . وی در ۱۴ اکتبر ۱۶۷۷ در سن ۸۰ سالگی در لویو درگذشت.